# Isa Quensel
Anna Lisa « Isa » Schultz, née le 21 septembre 1905 à Göteborg (Suède) et morte le 3 novembre 1981 à Lund (Suède), est une actrice, chanteuse (soprano) et metteuse en scène suédoise, connue comme Isa Quensel (du nom de son 2e mari).

## Biographie

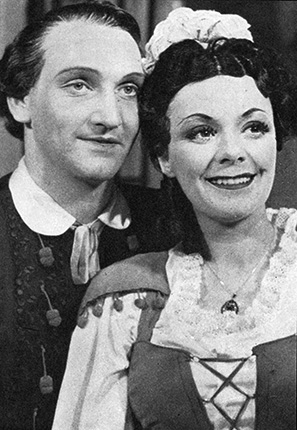
Avec Bernhard Sönnerstedt, dans Les Noces de Figaro (1945)

Isa Quensel débute à la scène en 1925 au théâtre Blanche (en) de Stockholm et sera active sur les planches jusqu'à la fin de sa carrière, comme actrice, chanteuse (principalement dans des opéras et opérettes) et metteuse en scène.
Comme chanteuse, mentionnons La Veuve joyeuse de Franz Lehár (1939, Opéra royal de Stockholm), Trois Valses d'Oscar Straus (1943, théâtre Oscar de Stockholm, aux côtés de son troisième mari, le chanteur Lars Egge (sv)), Les Noces de Figaro de Wolfgang Amadeus Mozart (1945, Grand Théâtre de Göteborg), Porgy and Bess de George Gershwin (1948, théâtre Stora de Göteborg), Così fan tutte de Mozart (Festival de Glyndebourne, 1951, avec Sena Jurinac) ou encore la comédie musicale Un violon sur le toit de Jerry Bock (1968-1969, théâtre Stora de Göteborg, puis théâtre de la Ville de Stockholm (en)).
Comme actrice de théâtre, citons Les Compagnons de la Marjolaine de Marcel Achard (1954, théâtre Allé (sv) de Stockholm), Miracle en Alabama de William Gibson (1960, théâtre Vasa de Stockholm) et L'Avare de Molière (1973, tournée en Suède du théâtre itinérant Rik (sv)).
Comme metteuse en scène, évoquons la pièce L'Homme du destin (en) de George Bernard Shaw (1955, théâtre Allé de Stockholm), l'opérette Princesse Czardas d'Emmerich Kálmán (où elle chante également, 1970-1971, théâtre Oscar de Stockholm) et la comédie musicale No, No, Nanette de Vincent Youmans (1976, théâtre Oscar de Stockholm).
Au cinéma, elle contribue à quarante films (majoritairement suédois), depuis Dollarmillionen (en) de Sigurd Wallén (son unique muet, 1926, avec Richard Lund) jusqu'au film d'animation Agaton Sax och Byköpings gästabud de Stig Lasseby (en) (1976, où elle prête sa voix). Entretemps, citons La Femme vêtue de noir d'Arne Mattsson (1958, avec Anita Björk et Sif Ruud), Two Living, One Dead d'Anthony Asquith (coproduction britanno-suédoise, 1961, avec Virginia McKenna et Bill Travers) et Les Amoureux de Mai Zetterling (1964, avec Harriet Andersson et Gunnel Lindblom).
À la télévision suédoise, outre sept séries (1954-1979), elle apparaît dans vingt-trois téléfilms principalement d'origine théâtrale, dont Le Malade imaginaire d'Hans Dahlin (version de la pièce éponyme de Molière, 1959, avec Mona Malm et Jan Malmsjö) et La Marquise de Gustaf Molander (version de la pièce éponyme de Noël Coward, 1964, avec Gösta Ekman et son mari Lars Egge qui meurt l'année suivante, 1965).
Isa Quensel tient son ultime rôle à l'écran dans le téléfilm Barnet diffusé le 21 avril 1982, moins de six mois après sa mort (en 1981), à 76 ans.

## Contributions scéniques (sélection)

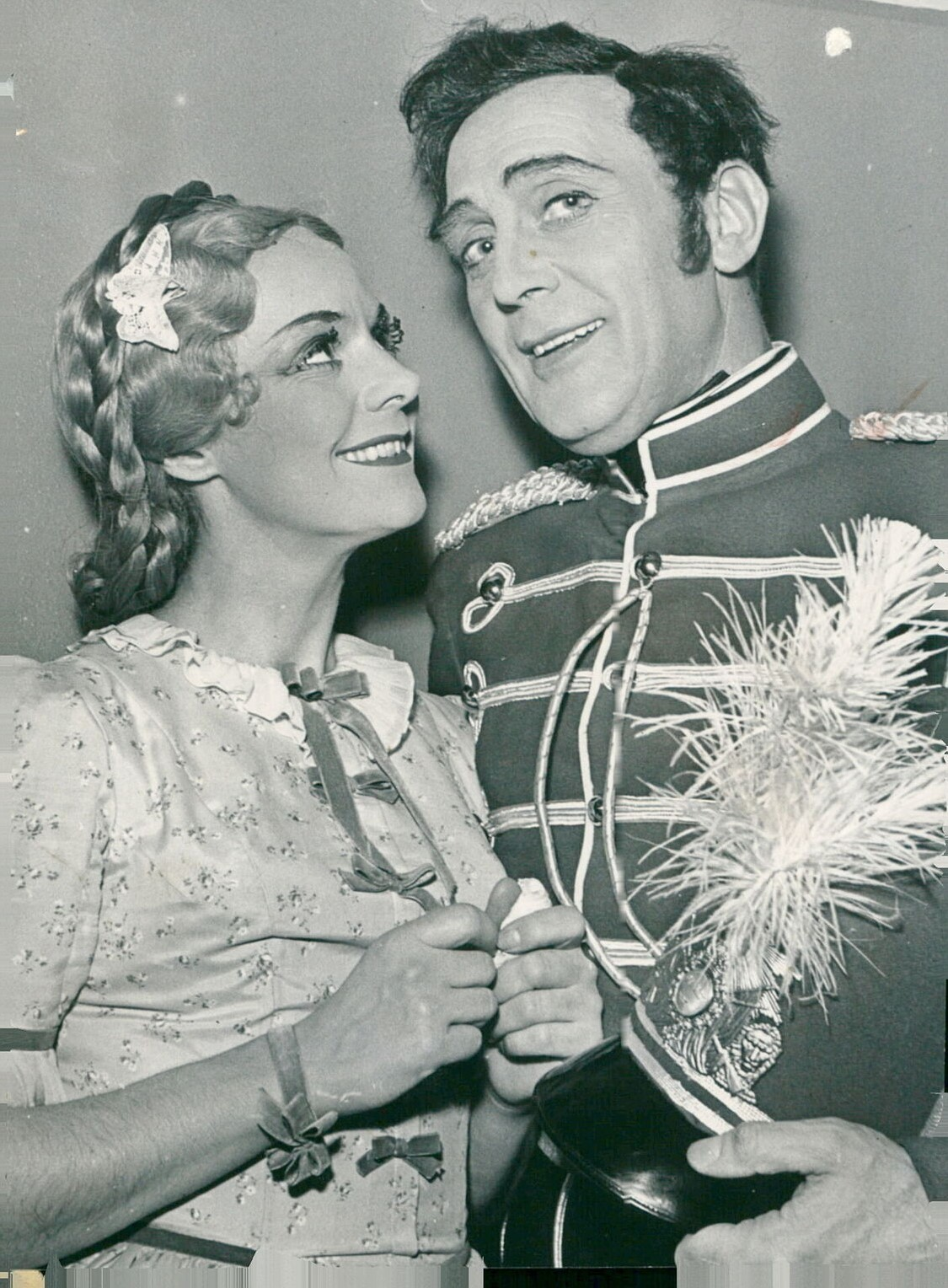
Avec son mari Lars Egge, dans Trois Valses (1943).

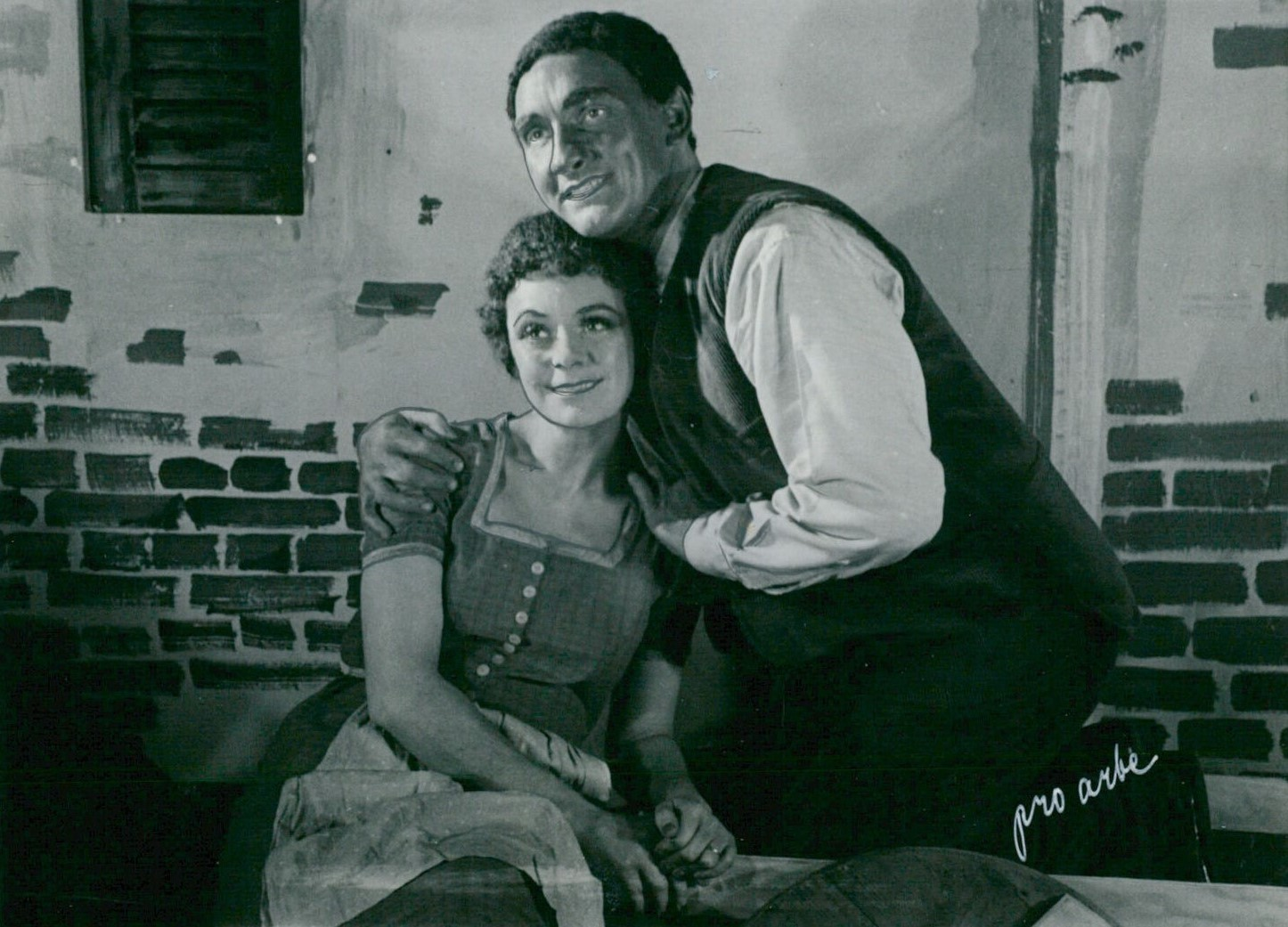
Avec Bernhard Sönnerstedt, dans Porgy and Bess (1948).

### Chanteuse
- 1935 : Bezauberndes Fräulein (En förtjusande fröken) de Ralph Benatzky, mise en scène de Gösta Ekman (théâtre Vasa de Stockholm) : Annette
- 1939 : Die Kathrin (en) d'Erich Wolfgang Korngold (création mondiale, Opéra royal de Stockholm) : Chou-Chou
- 1939 : La Veuve joyeuse (Glada änkan) de Franz Lehár (Opéra royal de Stockholm) : Valencienne
- 1939 : Amelia Goes to the Ball (en) (Amelia gär på bal) de Gian Carlo Menotti (Opéra royal de Stockholm) : Amelia
- 1943 : Trois Valses (Tre valser) d'Oscar Straus (théâtre Oscar de Stockholm) : Fanni / Charlotte / Franzi
- 1945 : Les Noces de Figaro (Figaros bröllop) de Wolfgang Amadeus Mozart (théâtre Stora de Göteborg)
- 1948 : Porgy and Bess de George Gershwin (théâtre Stora de Göteborg) : Bess
- 1951 : Così fan tutte de Wolfgang Amadeus Mozart, Royal Philharmonic Orchestra, direction musicale John Pritchard (festival de Glyndebourne) : Despina
- 1968-1969 : Un violon sur le toit (Spelman på taket) de Jerry Bock (théâtre Stora de Göteborg puis théâtre de la Ville de Stockholm) : Golde

### Actrice
- 1954 : Les Compagnons de la Marjolaine (Lille kommissarien) de Marcel Achard (théâtre Allé de Stockholm) : Cora
- 1956 : Le Journal d'Anne Frank (Anne Franks dagbok), adaptation par Frances Goodrich et Albert Hackett du journal d'Anne Frank (théâtre Intiman (sv) de Stockholm) : Edith Frank
- 1957 : Ninotchka, adaptation par Marc-Gilbert Sauvajon du scénario de Melchior Lengyel pour le film éponyme de 1939 (théâtre Intiman de Stockholm) : Princesse Stéphanie
- 1958 : Arsenic et Vieilles Dentelles (Arsenik och gamla spetsar) de Joseph Kesselring, mise en scène d'Olof Thunberg (théâtre Intiman de Stockholm)
- 1960 : Miracle en Alabama (Miraklet) de William Gibson (théâtre Vasa de Stockholm) : Helen Keller
- 1973 : L'Avare (Den girige) de Molière (tournée suédoise du théâtre Rik) : Frosine

### Metteuse en scène
- 1955 : L'Homme du destin (en) (Odets man) de George Bernard Shaw (théâtre Allé de Stockholm)
- 1970-1971 : Princesse Czardas (Csardasfurstinnan) d'Emmerich Kálmán (+ chanteuse : Anhilte ; théâtre Oscar de Stockholm)
- 1971 : Fair and Warmer (en) (Gröna hissen) d'Avery Hopwood (théâtre Maxime de Stockholm)
- 1974 : La Veuve joyeuse (Glada änkan) de Franz Lehár (théâtre Oscar de Stockholm)
- 1976 : No, No, Nanette de Vincent Youmans (théâtre Oscar de Stockholm)

## Filmographie partielle

### Cinéma
- 1926 : Dollarmillionen (en) de Sigurd Wallén : la journaliste
- 1932 : Kärleksexpressen (en) de Lorens Marmstedt : la nièce du détective
- 1934 : Falska Greta (en) de John W. Brunius et Pauline Brunius (en) : Lisa
- 1936 : Raggen – det är jag det (en) de Schamyl Bauman : Maria alias Raggen
- 1936 : Min svärmor - dansösen (sv) de Thor L. Brooks : Sylvia
- 1939 : Efterlyst (en) de Schamyl Bauman : Ulla Ståhle
- 1953 : Glasberget (en) de Gustaf Molander : Luiza Cabral
- 1955 : Enhörningen (en) de Gustaf Molander : la mère d'Harriet
- 1957 : Gäst i eget hus (en) de Stig Olin : la belle-mère
- 1957 : Sjutton år (en) d'Alf Kjellin : Agnès Bentik
- 1958 : La Femme vêtue de noir (Damen i svart) d'Arne Mattsson : Cecilia von Schilden
- 1958 : La Charrette fantôme (Körkarlen) d'Arne Mattsson : Maria
- 1958 : Lek på regnbågen de Lars-Eric Kjellgren : la mère de Björn
- 1961 : Two Living, One Dead d'Anthony Asquith : Mlle Larousse
- 1961 : Existe-t-il encore des anges ? (en) (Änglar finns dom ?) de Lars-Magnus Lindgren : Louise Günther
- 1964 : Aimer (Att älska) de Jörn Donner : Märta
- 1964 : Les Amoureux (Älskande par) de Mai Zetterling : Fredrika von Strussenhjelm
- 1965 : Kättorna (en) d'Henning Carlsen : Tora
- 1966 : Le Meurtre d'Yngsjö (Yngsjömordet) d'Arne Mattsson : Grave-Karna
- 1971 : Emil i Lönneberga d'Olle Hellbom (animation) : Krösa-Maja (voix)
- 1973 : Emil et le Porcelet (Emil och griseknoen) d'Olle Hellbom (animation) : Krösa-Maja (voix)
- 1976 : Agaton Sax och Byköpings gästabud de Stig Lasseby (en) (animation) : Tante Tilda (voix)

### Télévision
(téléfilms)

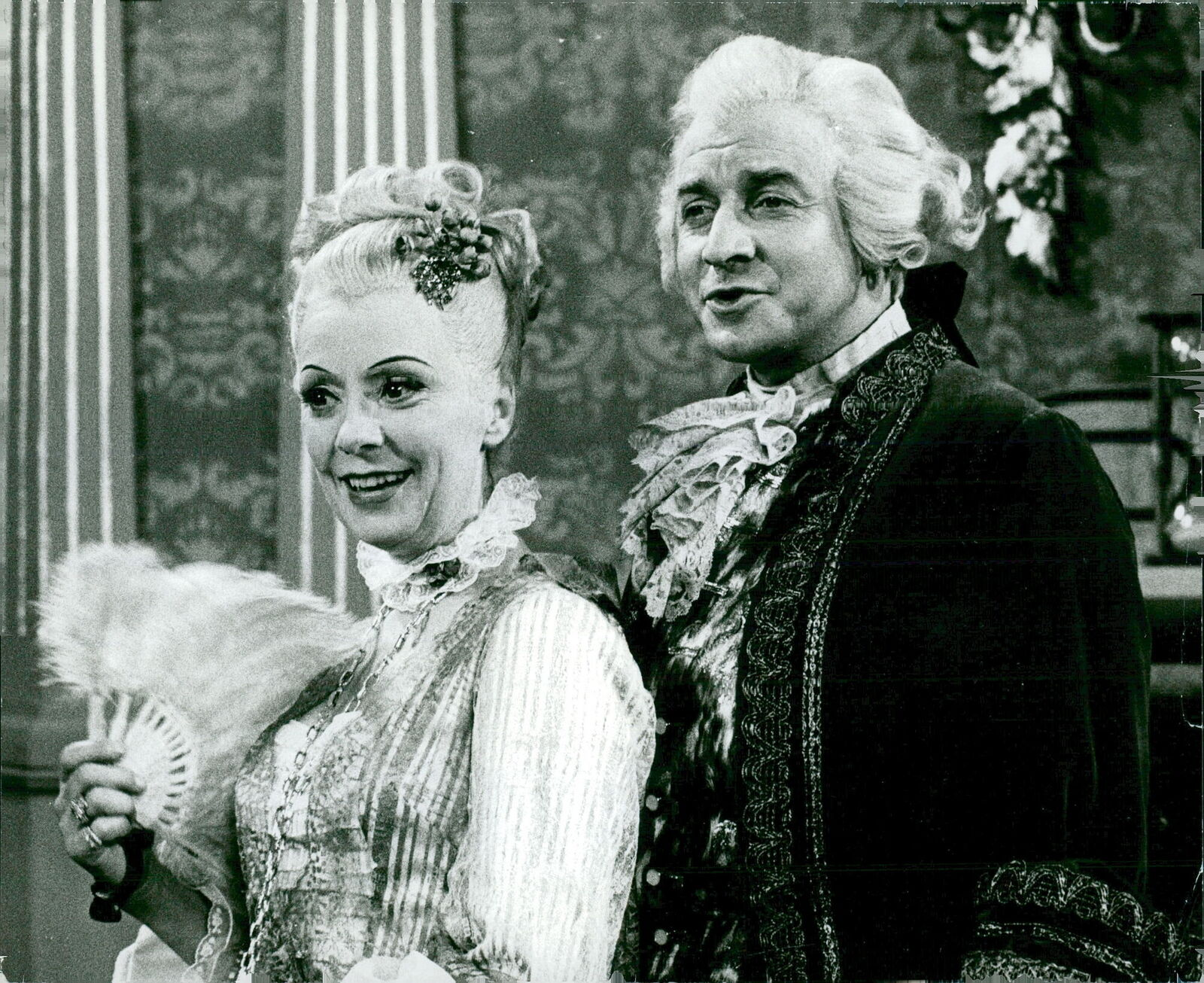
Avec Curt Masreliez, dans La Marquise (1964)

- 1959 : Le Malade imaginaire (Den inbillade sjuke) d'Hans Dahlin (sv) : Béline
- 1959 : The Winslow Boy (Pojken Winslow) de Gustaf Molander : Grace Winslow
- 1960 : Simon et Laura (Simon och Laura) de Josef Halfen (sv) : Jessie
- 1960 : L'Hôtel du libre échange (Spökhotellet) de Josef Halfen (sv) : Angélique
- 1964 : La Marquise (Markisinnan) de Gustaf Molander : rôle-titre
- 1965 : Docteur Knock (Doktor Knock) de Stig Törnroos : Mme Parpelaid
- 1966 : Le Tartuffe ou l'Imposteur (Tartuffe) d'Hans Dahlin (sv) : Pernelle
- 1968 : Private Entrance de Lawrence Dobkin : Mimi Lyon